# Kimberly Bryant

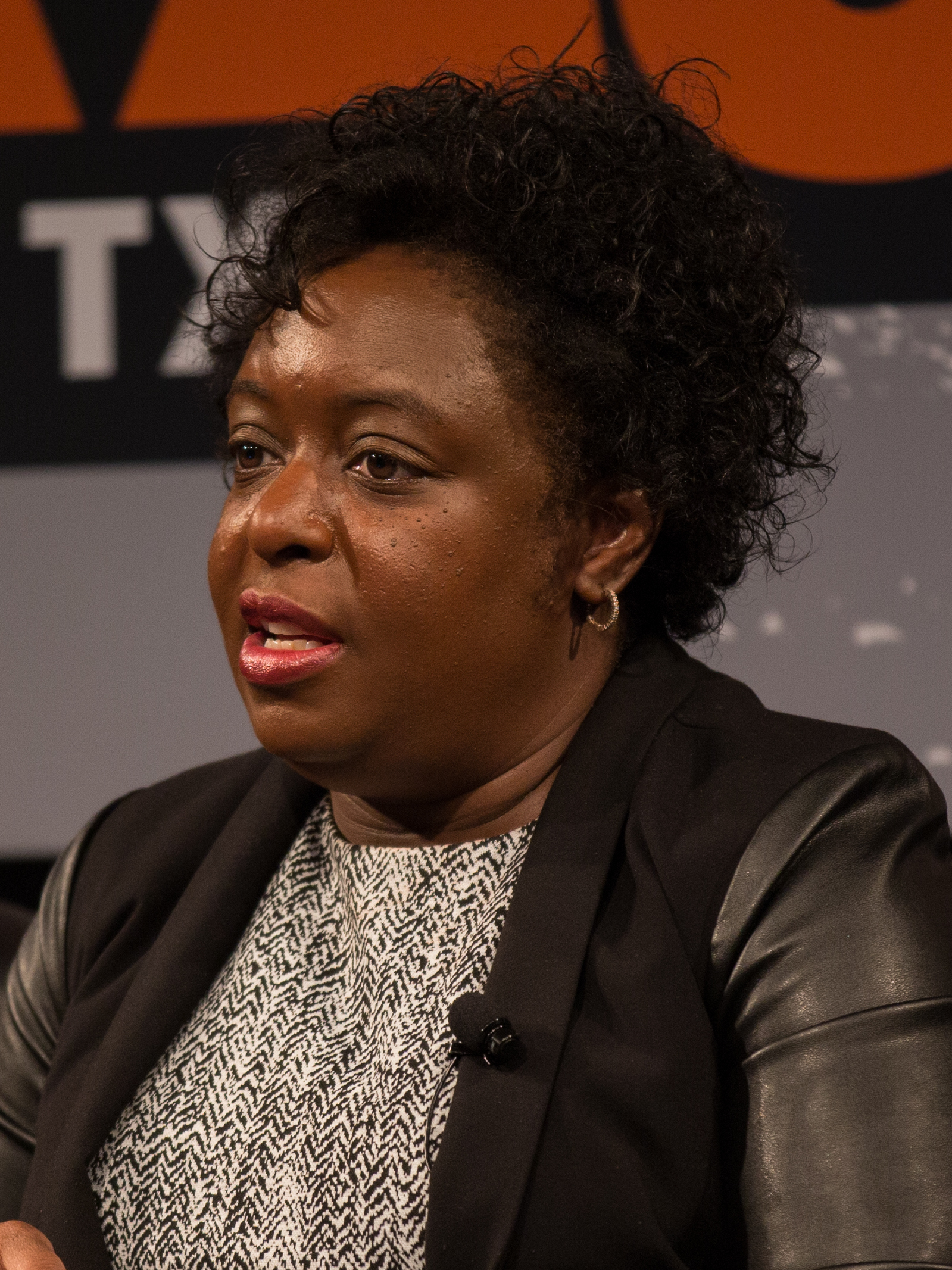
Kimberly Bryant, 2016

Kimberly Bryant (* 14. Januar 1967 in Memphis (Tennessee)) ist eine US-amerikanische Elektroingenieurin. Sie gründete Black Girls Code, eine Non-Profit-Organisation zur Förderung afroamerikanischer Mädchen in der Computertechnik.

## Kindheit und Studium
Kimberly Bryant wuchs inmitten der Bürgerrechtsbewegung bei einer alleinerziehenden Mutter auf. Sie beschrieb sich selbst als Streberin, die sich in der Schule in Mathematik und Naturwissenschaften auszeichnete. 1985 erhielt sie ein Stipendium für die Vanderbilt University, an der sie Bauingenieurin werden wollte. Von Technologien wie dem Mikrochip, dem Personal Computer und dem Mobiltelefon angezogen, wechselte sie ihr Studienfach und erwarb 1989 einen Abschluss in Elektrotechnik mit den Nebenfächern Informatik und Mathematik.

## Karriere
Zu Beginn ihrer Karriere war Bryant bei Westinghouse Electric und DuPont de Nemours beschäftigt. Später wechselte sie in die Biotechnologie und zu den Pharmaunternehmen Pfizer, Merck & Co., Genentech und Novartis.

### Black Girls Code
Bryant gründete Black Girls Code im Jahr 2011, nachdem ihre Tochter ihr Interesse an der Programmierung von Computern bekundet hatte. Bei ihrer Suche nach Computerkursen in der San Francisco Bay Area stellte sie fest, dass keiner für ihre Tochter geeignet war. Die meisten Kurse wurden von Jungen besucht, und nur selten waren andere afroamerikanische Mädchen anwesend. Da sie während ihres Studiums und ihrer Arbeit selbst die Erfahrung der Isolation gemacht hatte, wollte sie ein besseres Umfeld für ihre Tochter schaffen. Bryant hofft, dass dieses Projekt es jungen Mädchen, insbesondere solchen aus Minderheiten, ermöglicht, sich weiterhin für MINT-Fächer zu interessieren. Afroamerikanische Frauen machen weniger als 3 % der Arbeitskräfte in der Technologiebranche aus, und Black Girls Code kämpft dafür, diesen Prozentsatz zu verbessern.
Black Girls Code unterrichtet Schülerinnen im Rahmen von Nachmittags- und Sommerprogrammen. Die in San Francisco ansässige gemeinnützige Organisation hat sich zum Ziel gesetzt, bis zum Jahr 2040 einer Million schwarzer Mädchen das Programmieren beizubringen. Die Organisation hat bereits 3 000 Mädchen in fünfzehn Ortsgruppen in den Vereinigten Staaten und im Ausland geschult, darunter eine Ortsgruppe in Johannesburg, Südafrika.
Im August 2017 lehnte Bryant eine 125.000-Dollar-Spende von Uber, die sie für unaufrichtig hielt, ab. Die Spende erfolgte nach Vorwürfen der sexuellen Belästigung bei Uber. Bryant wies auch darauf hin, dass Girls Who Code eine zehnfach höhere Spende erhalten hatte. Im Februar 2018 ging Black Girls Code eine Partnerschaft mit dem Uber-Konkurrenten Lyft ein, da Bryant der Ansicht war, dass dessen Werte besser mit ihren eigenen übereinstimmten.
Bryant ist eine Vordenkerin auf dem Gebiet der Inklusion im Technologiebereich und hat zu diesem Thema auf Veranstaltungen wie TEDx Kansas City, TEDx San Francisco, Platform Summit, Big Ideas Festival und SXSW gesprochen. Bryant war 2021 eine der Hauptredner auf der SXSW EDU.
Nachdem drei Mitarbeiter von Black Girls Code im Jahr 2021 unter Berufung auf kulturelle und zwischenmenschliche Probleme gekündigt hatten, wurde Bryant beurlaubt. Im August 2022 wurde sie entlassen, woraufhin sie eine Klage einreichte.

### Mitgliedschaften in Gremien
Bryant ist Mitglied des National Champions Board für das National Girls Collaborative Project, einer gemeinnützigen Organisation, die Organisationen in den Vereinigten Staaten zusammenbringt, um Mädchen in MINT-Berufen zu fördern. Außerdem ist sie Mitglied des Vorstands der National Center for Women & Information Technology (NCWIT) K-12 Alliance, einer Gruppe, die sich dafür einsetzt, dass Mädchen überall Zugang zu einer integrativen Computerausbildung erhalten.

## Preise und Auszeichnungen
- 2012: Jefferson Award for Community Service für ihre Arbeit zur Unterstützung der Bay Area Gemeinden mit Black Girls Code[18]
- 2013: Champion of Change for Tech Inclusion vom Weißen Haus[19][20]
- 2013: 25 Most Influential African-Americans In Technology vom Business Insider[21]
- 2013: Fellow vom Pahara Institute[22]
- 2014: American Ingenuity Award for Social Progress des Smithsonian Magazine[23]
- 2014: Politico Women Who Rule Award[24]
- 2016: Women in Technology Hall of Fame Award[25]
- 2019: SXSW Interactive Festival Hall of Fame Award[26]